# 目白聖公會

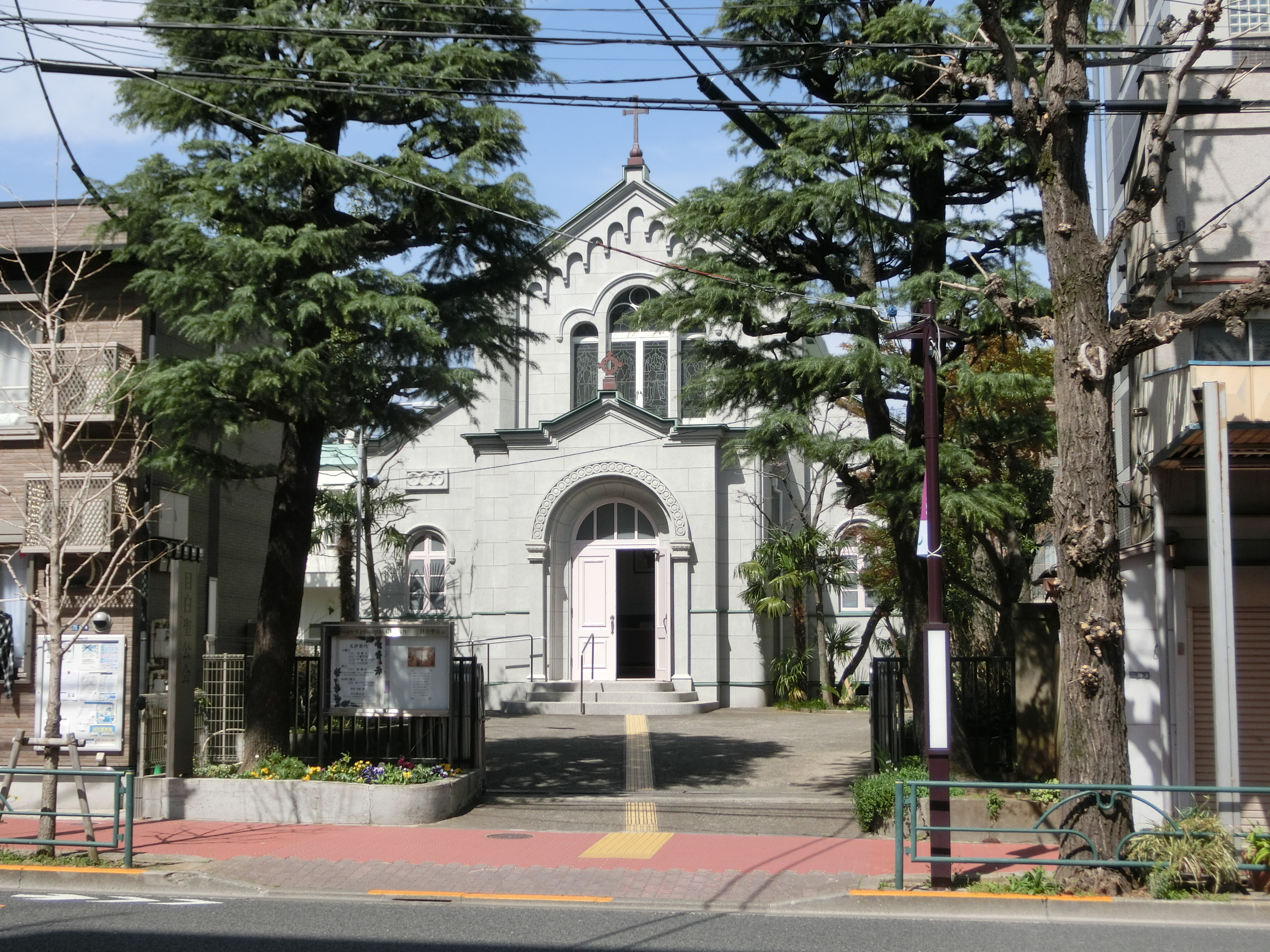
目白聖公会

目白聖公會（日语：目白聖公会、めじろせいこうかい）是位於日本東京都新宿區的一座教堂，屬於日本聖公會東京教區外濠集團。這座教堂始建於1918年，最初系改建醫院建築。1929年，目白聖公会改建為現在的建築。在太平洋戰爭期間，該教堂亦躲過空襲。

## 外部連結
- 目白聖公会公式ホームページ （页面存档备份，存于）
- キリスト教会「目白聖公会」 （页面存档备份，存于）